# Louveira (São Paulo)
Louveira es un municipio brasileño en el estado de São Paulo. Situado en la latitud 23º05'11 "sur y longitud 46º57'02" oeste, con una altitud de 690 metros. Su población estimada en 2015 era 43 862 habitantes. Pertenece a la Aglomeración Urbana Jundiaí. Tiene una superficie de 55,3 km².

## Historia
El nombre de la ciudad es una referencia al árbol de Louveira y fundada por Gaspar de oliva, nacido en Logroño, España, que se casó en Sao Paulo Costa Pascua (cf. "Genealogía Paulistana" Luiz Gonzaga da Silva Leme) en la primera mitad el siglo XVII. La pareja se instaló en Jundiaí, en medio de ese siglo, y parece ser propiedad de tierras donde posteriormente surgió la corriente Louveira. Otros residentes de la región en ese momento habrían sido John Leme do Prado y Manoel Peres Calhamares.
Louveira se encuentra a 690 m sobre el nivel del mar, justo debajo de la altura media de Jundiaí. De acuerdo con el censo brasileño de 2000, la ciudad tenía 23.970 habitantes, 21.962 en la zona urbana y 2.044 en las zonas rurales. El último censo muestra que hoy en día es Louveira con una población de unos 42.796.000 habitantes, es decir, en menos de 14 años Louveira tuvo un incremento en su población de más de 18 mil nuevos residentes.

## Demografía
| Población histórica del municipio | Población histórica del municipio | Población histórica del municipio | Población histórica del municipio |
| Año                               | Población                         |                                   | %±                                |
| --------------------------------- | --------------------------------- | --------------------------------- | --------------------------------- |
| 1970                              | 6430                              |                                   | —                                 |
| 1980                              | 10 322                            |                                   | 60,5%                             |
| 1991                              | 16 259                            |                                   | 57,5%                             |
| 2000                              | 23 903                            |                                   | 47,0%                             |
| 2010                              | 37 125                            |                                   | 55,3%                             |
| 2022                              | 51 847                            |                                   | 39,7%                             |
| [ 5 ] [ 6 ] [ 7 ]                 |                                   |                                   |                                   |